# Edward Washburn Hopkins

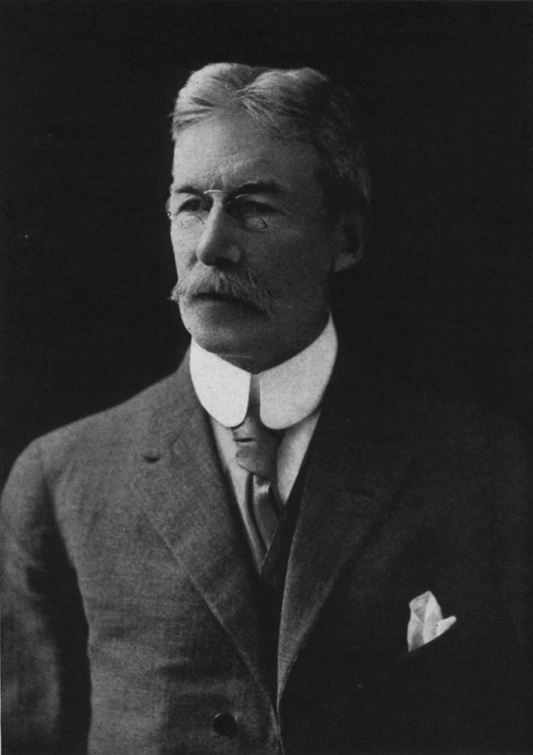
Edward Washburn Hopkins

Edward Washburn Hopkins, född 8 september 1857 i Northampton, Massachusetts, död 1932, var en amerikansk indolog.
Hopkins var först professor i sanskrit och jämförande språkvetenskap vid Bryn Mawr College nära Philadelphia och blev därefter, efter William Dwight Whitneys död 1894, professor i samma ämne vid Yale University i New Haven. 
Hopkins viktigaste arbeten handlade om det indiska eposet och laglitteraturen, bland annat i The Mutual Relations of the Four Castes According to the Manavadharma Castram (1881), The Ordinances of Manu (1884), The Religions of India (1895), India Old and New, with a Memorial Address (1901 i Yale Biennial Publications), The Great Epic of India, its Character and Origin (1902). Han var också medutgivare av "Journal of the American Oriental Society".